# Hornstrup Sogn
Hornstrup Sogn ist eine Kirchspielsgemeinde (dän.: Sogn) im südlichen Dänemark. Bis 1970 gehörte sie zur Harde Nørvang Herred im damaligen Vejle Amt, danach zur Vejle Kommune im erweiterten Vejle Amt, die im Zuge der  Kommunalreform zum 1. Januar 2007 in der „neuen“  Vejle Kommune in der Region Syddanmark aufgegangen ist.
Im Kirchspiel leben 965 Einwohner (Stand:1. Januar 2023). Im Kirchspiel liegt die Kirche „Hornstrup Kirke“.
Nachbargemeinden sind  im Osten Engum Sogn, im Süden Bredballe Sogn und Nørremarks Sogn, im Westen Hover Sogn und im Norden Grejs Sogn, ferner in der östlich benachbarten Hedensted Kommune Øster Snede Sogn.